# Hoàng Sĩ Khải
Hoàng Sĩ Khải (chữ Hán: 黃士愷; không rõ năm sinh năm mất), hiệu Lãn Trai, quê Lai Xá (nay là thôn Lai Tê, xã Trung Chính, huyện Lương Tài, Bắc Ninh) đỗ tiến sĩ khoa thi Giáp Thìn thời vua Mạc Hiến Tông (Mạc Phúc Hải) năm 1544, làm quan đến chức Hộ bộ thượng thư kiêm Quốc Tử Giám tế tửu. Hoàng Sĩ Khải và Vũ Kính là bạn đồng khoa. Hoàng Sĩ Khải là bố vợ của Vũ Giới. Cùng Tổng với ông trước đó còn có Nguyễn Cư Nhân, người xã Ông Lâu (nay là thôn Phú Lâu, xã Phú Lương, huyện Lương Tài, tỉnh Bắc Ninh), đỗ Đệ Giáp tam Đồng Tiến sĩ, Khoa thi năm Mậu Dần (1518), làm quan Nhà Mạc tới chức Thượng thư, Chưởng Hàn lâm viện sự, Tước Đạm Hà bá.
Ông có một số tác phẩm văn chương, trong đó có Tứ thời khúc vịnh dài 340 câu thể song thất lục bát, được xem là mở đầu thể loại truyện thơ Việt Nam.

## Tác phẩm
- Sứ Bắc quốc ngữ thi tập
- Đăng khoa lục
- Sứ trình khúc
- Tiểu độc lạc phú
- Tứ thời khúc vịnh